# Rio Papaloapan

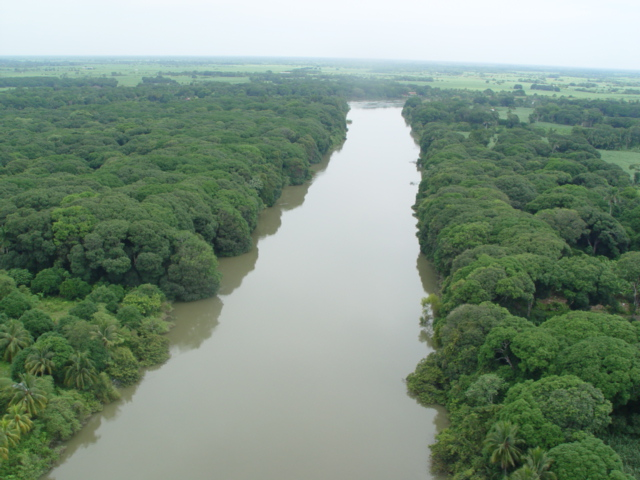
Rio Papaloapan, próximo de Cosamaloapan.

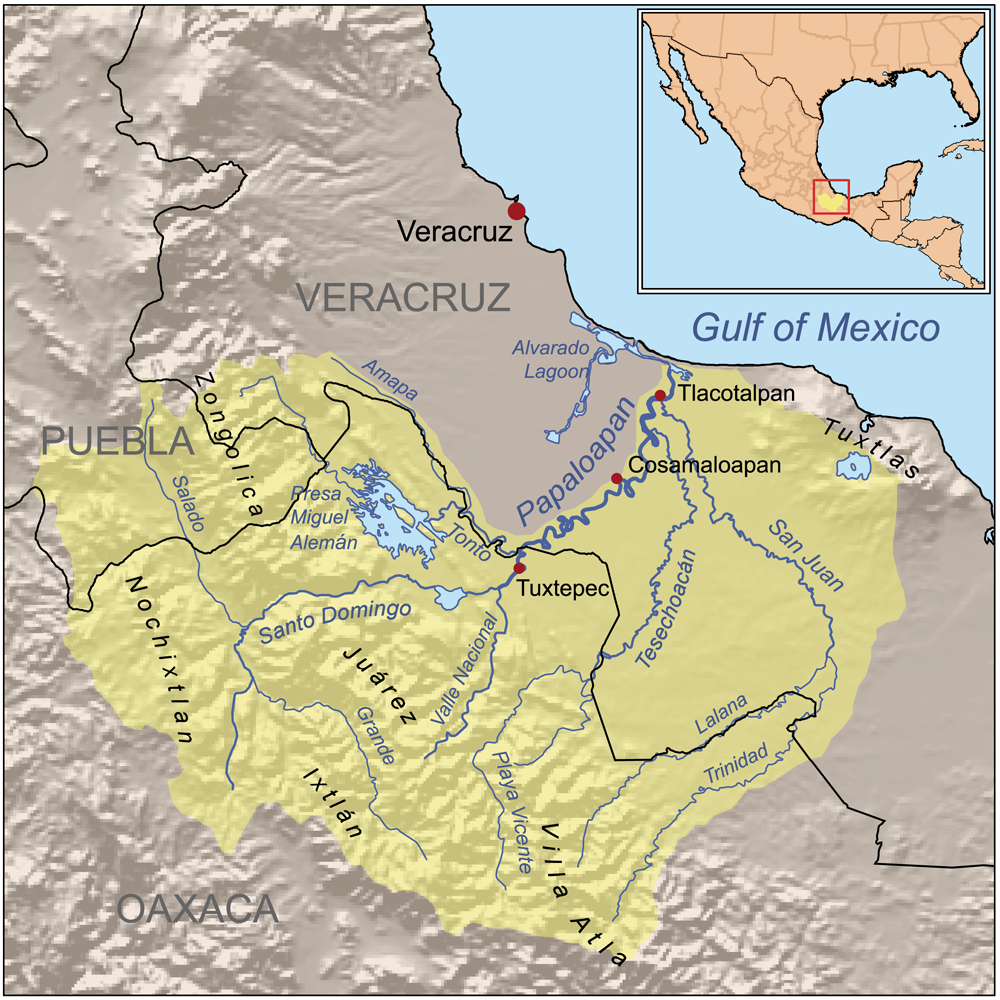
Mapa da bacia hidrográfica do rio Papaloapan.

O rio Papaloapan (do nauatle papalotl, "borboleta" + apan "rio", ou rio das Borboletas) é um rio do México que desagua na laguna de Alvarado após percorrer cerca de 122 km nos estados mexicanos de Oaxaca e Veracruz, passando pelas cidades de Tuxtepec (Oaxaca), Tlacotalpan e Cosamaloapan (Veracruz).
A corrente do Papaloapan forma-se próximo da fronteira entre os estados de Oaxaca e Veracruz e resulta da junção de vários rios jovens com origem na Sierra Madre Oriental. Na maior parte do seu curso apresenta características típicas de um rio antigo, com numerosos meandros e fluxo lento o que dá origem a inundações. Para prevenir inundações potencialmente catastróficas foram construídas duas grandes barragens na área mais alta da bacia do Papaloapan (denominadas Miguel Alemán [no rio Tonto] e Cerro de Oro [no rio Santo Domingo]).
Desde os tempos pré-hispânicos até ao século XIX foi uma importante via de comunicação regional. Porém, as alterações ambientais ocorridas na bacia deste rio (sobretudo a desflorestação), provocaram o seu assoreamento, motivo pelo qual actualmente não é navegável.
Actualmente o rio Papaloapan atravessa uma zona densamente povoada, e um dos grande problemas que enfrenta é a contaminação de origem urbana, industrial e agrícola.